# Peter Dumbreck
Peter James Dumbreck (* 13. Oktober 1973 in Kirkcaldy) ist ein ehemaliger britischer Automobilrennfahrer.

## Karriere
Dumbreck begann seine Motorsportkarriere 1986 im Kartsport. 1993 wechselte er in die britische Formel-First-Meisterschaft und wurde dort Zweiter der Gesamtwertung. In den folgenden Jahren fuhr er in der britischen Formel-Vauxhall-Meisterschaft, deren Gesamtwertung er 1996 gewann. Nach Jahren in der Formel 3 kam Dumbreck im Jahr 2000 als Werksfahrer von Mercedes in die DTM. Der ganz große Durchbruch gelang ihm allerdings nie. In seiner dritten Saison gelang ihm sein erster und einziger Sieg. Nach einem Wechsel 2003 zu Opel war er zwar in der ersten Saison der mit Abstand erfolgreichste Fahrer seiner Marke (unter anderem erzielte er mehr als die Hälfte aller Punkte für Opel). Infolge der Krise des Herstellers bedeutete dies jedoch trotzdem nur den siebten Gesamtrang ohne jede Chance entscheidend in die Meisterschaft einzugreifen. 2004 konnte er auch an diese Erfolge nicht mehr anknüpfen und blieb genauso wie alle Markenkollegen meist jenseits der Punkteränge. Tiefpunkt blieb ein schwerer Unfall in Zandvoort, bei dem er wie in Le Mans 1999 wie durch ein Wunder unverletzt blieb. Dumbreck ging nach dem Ende der DTM-Saison 2004 in die japanische GT-Serie, wo er seit 2005 für wechselnde Teams fährt.

## Der Unfall in Le Mans
Peter Dumbreck wurde durch einen spektakulären Unfall in Le Mans 1999 schlagartig bekannt. Der bis dahin nur in Großbritannien erfolgreiche Rennfahrer war Mitglied der Werksmannschaft von Mercedes-Benz bei diesem Langstreckenklassiker, als sein Mercedes-Benz CLR knapp nach Einbruch der Dunkelheit auf dem Streckenabschnitt zwischen Mulsanne- und Indianapolis-Kurve Unterluft bekam und abhob. Der Wagen drehte sich in der Luft mehrfach um die eigene Achse und schlug im angrenzenden Wald ein. Dumbreck blieb dabei bis auf Prellungen unverletzt.

## Statistik

### Le-Mans-Ergebnisse
| Jahr | Team                   | Fahrzeug                   | Teamkollege    | Teamkollege        | Platzierung | Ausfallgrund |
| ---- | ---------------------- | -------------------------- | -------------- | ------------------ | ----------- | ------------ |
| 1999 | AMG Mercedes           | Mercedes-Benz CLR          | Nick Heidfeld  | Christophe Bouchut | Ausfall     | Unfall       |
| 2006 | Spyker Squadron b.v.   | Spyker C8 GT2-R            | Tom Coronel    | Donny Crevels      | Ausfall     | Motorschaden |
| 2008 | Snoras Spyker Squadron | Spyker C8 Laviolette GT2-R | Ralf Kelleners | Alexey Vasilyev    | Ausfall     | Motorschaden |
| 2010 | Spyker Squadron        | Spyker C8 Laviolette GT2-R | Tom Coronel    | Jeroen Bleekemolen | Rang 27     |              |
| 2012 | JRM                    | HPD ARX-03a                | David Brabham  | Karun Chandhok     | Rang 6      |              |
| 2013 | Aston Martin Racing    | Aston Martin Vantage GTE   | Darren Turner  | Stefan Mücke       | Rang 17     |              |

### Sebring-Ergebnisse
| Jahr | Team | Fahrzeug    | Teamkollege   | Teamkollege    | Platzierung | Ausfallgrund |
| ---- | ---- | ----------- | ------------- | -------------- | ----------- | ------------ |
| 2012 | JRM  | HPD ARX-03a | David Brabham | Karun Chandhok | Rang 16     |              |

### 24h-Nürburgring-Ergebnisse
| Jahr | Team                    | Fahrzeug                   | Teamkollege      | Teamkollege      | Teamkollege          | Platzierung | Ausfallgrund |
| ---- | ----------------------- | -------------------------- | ---------------- | ---------------- | -------------------- | ----------- | ------------ |
| 2005 | Jürgen Alzen Motorsport | Porsche 911 (996) Bi-Turbo | Uwe Alzen        | Jürgen Alzen     | Klaus Ludwig         | Rang 10     |              |
| 2007 | Falken Motorsports      | Nissan Fairlady Z (Z33)    | Dirk Schoysman   | Tetsuya Tanaka   | Kazuki Hoshino       | Rang 17     |              |
| 2008 | Falken Motorsports      | Nissan Fairlady Z (Z33)    | Dirk Schoysman   | Tetsuya Tanaka   | Kazuki Hoshino       | Rang 23     |              |
| 2009 | Falken Motorsports      | Nissan Fairlady Z (Z33)    | Dirk Schoysman   | Tetsuya Tanaka   | Kazuki Hoshino       | Rang 11     |              |
| 2010 | Falken Motorsports      | Nissan Fairlady Z (Z33)    | Dirk Schoysman   | Tetsuya Tanaka   | Kazuki Hoshino       | Rang 12     |              |
| 2011 | Falken Motorsports      | Porsche 911 (997) GT3 R    | Wolf Henzler     | Martin Ragginger | Sebastian Asch       | Rang 15     |              |
| 2012 | Falken Motorsports      | Porsche 911 (997) GT3 R    | Wolf Henzler     | Martin Ragginger | Sebastian Asch       | Ausfall     |              |
| 2013 | Falken Motorsports      | Porsche 911 (997) GT3 R    | Wolf Henzler     | Martin Ragginger | Sebastian Asch       | Rang 16     |              |
| 2014 | Falken Motorsports      | Porsche 911 (997) GT3 R    | Wolf Henzler     | Martin Ragginger | Alexandre Imperatori | Rang 4      |              |
| 2015 | Falken Motorsports      | Porsche 911 (997) GT3 R    | Wolf Henzler     | Martin Ragginger | Alexandre Imperatori | Rang 3      |              |
| 2016 | Falken Motorsports      | Porsche 911 (991) GT3 R    | Martin Ragginger | Wolf Henzler     | Alexandre Imperatori | Rang 9      |              |
| 2017 | Falken Motorsports      | BMW M6 GT3                 | Stef Dusseldorp  | Marco Seefried   | Alexandre Imperatori | Rang 8      |              |

### Einzelergebnisse in der FIA-Langstrecken-Weltmeisterschaft
| Saison | Team                | Rennwagen                | 1   | 2   | 3   | 4   | 5   | 6   | 7   | 8   |
| ------ | ------------------- | ------------------------ | --- | --- | --- | --- | --- | --- | --- | --- |
| 2012   | JRM                 | HPD ARX-03a              | SEB | SPA | LEM | SIL | SAO | BAH | FUJ | SHA |
| 2012   | JRM                 | HPD ARX-03a              | 16  | 12  | 6   | 7   | 9   | DNF | 5   | 5   |
| 2013   | Aston Martin Racing | Aston Martin Vantage GTE | SIL | SPA | LEM | SAO | AUS | FUJ | SHA | BAH |
| 2013   | Aston Martin Racing | Aston Martin Vantage GTE |     | 18  | 17  |     |     |     |     |     |